# Vzestupná cesta

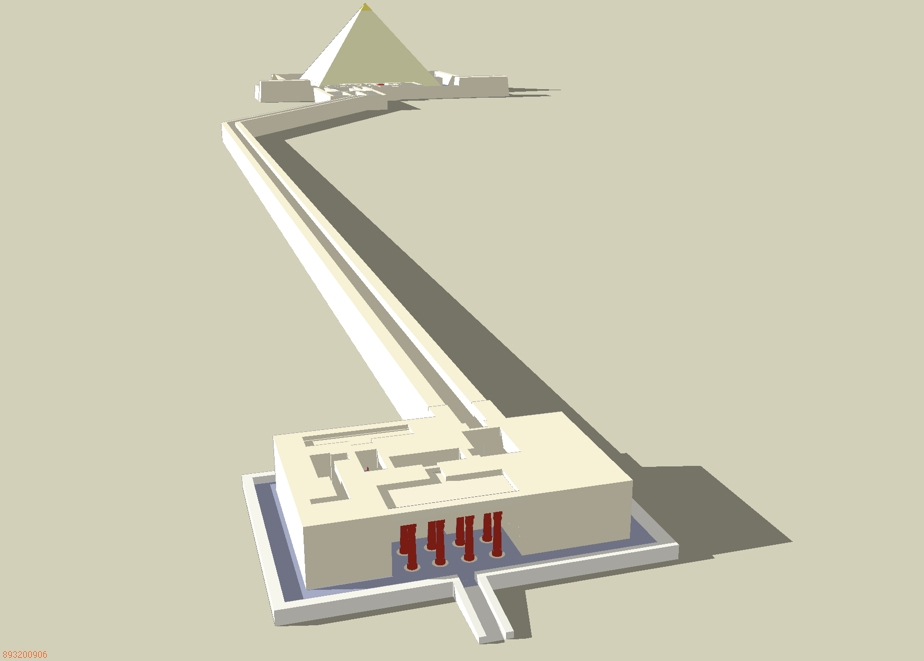
Vzestupná cesta v pyramidovém komplexu faraona Niuserreho

Vzestupná cesta byla součástí staroegyptských pyramidových komplexů. Spojovala údolní chrám se zádušním chrámem.
Vzestupné cesty tvořily úzké, zakryté kamenné chodby. Byly slabě osvětleny drobnými štěrbinami ve stropě. Kvůli jejich značné délce (181 až 1500 metrů) se často stávaly dopravní překážkou, proto pod nimi byly budovány podjezdy. První známou vzestupnou cestu nechal vybudovat faraon 4. dynastie Snofru. Od 5. dynastie se jejich zdi začaly zdobit reliéfy. Vzestupná cesta Senusreta I. byla vyzdobena sloupy se sochami. Jednalo se však spíše o podlouhlý interiér, který kombinoval prostorově oddělené, ale funkčně úzce související budovy. Ve Střední říši byly vzestupné cesty z obou stran chráněny cihlovou ohradní zdí. Vedle uzavřené vzestupné cesty tak fakticky vznikala otevřená vzestupná cesta, která byla využívána především při Amon-Reových slavnostech.

## Délky některých vzestupných cest

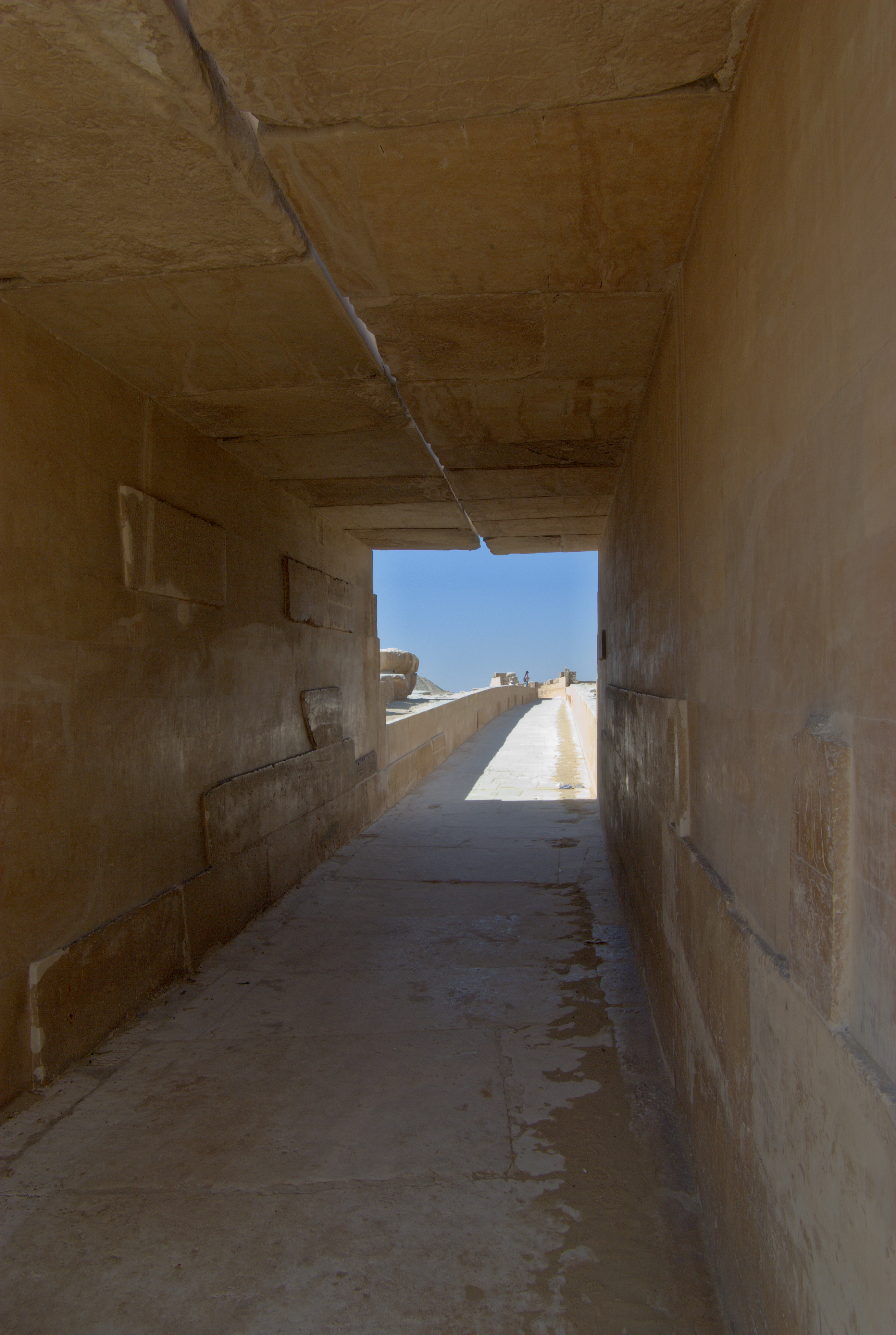
Zrekonstruovaný úsek Venisovy vzestupné cesty

| Jméno pyramidy           | Délka vzestupné cesty |
| ------------------------ | --------------------- |
| Radždefova pyramida      | 1500 m                |
| Venisova pyramida        | 0666 m                |
| Chufuova pyramida        | 0616 m                |
| Menkaureova pyramida     | 0600 m                |
| Pyramida Pepiho II.      | 0515 m                |
| Rachefova pyramida       | 0494 m                |
| Niuserreho pyramida      | 0400 m                |
| Pyramida v Médúmu        | 0241 m                |
| Sahureova pyramida       | 0235 m                |
| Pyramida Amenemheta III. | 0181 m                |

## Galerie

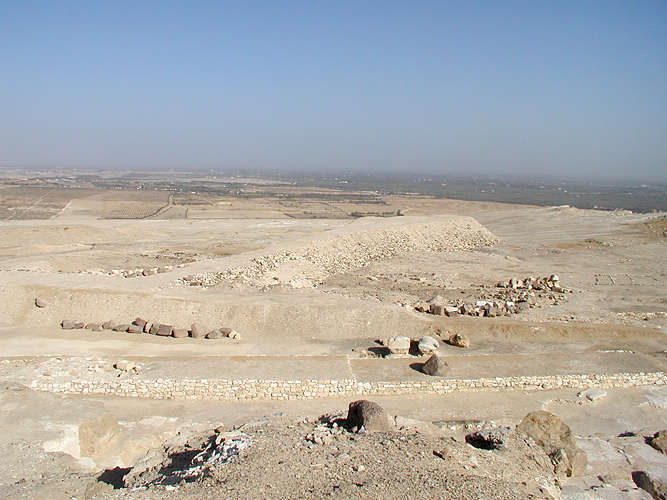
Radžedefova vzestupná cesta
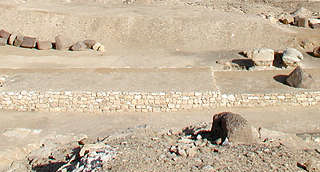
Radžedefova vzestupná cesta
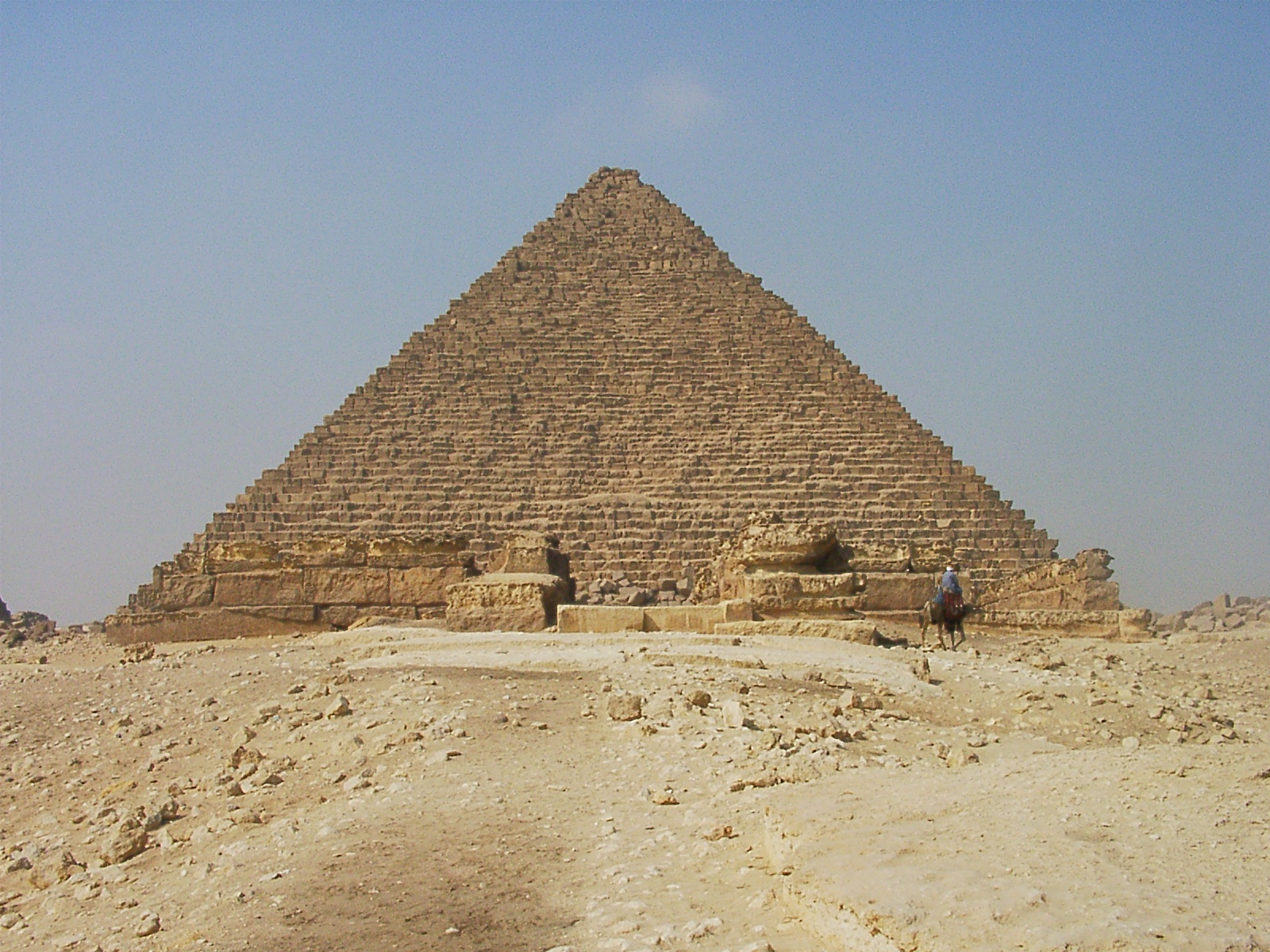
Menkaureova vzestupná cesta
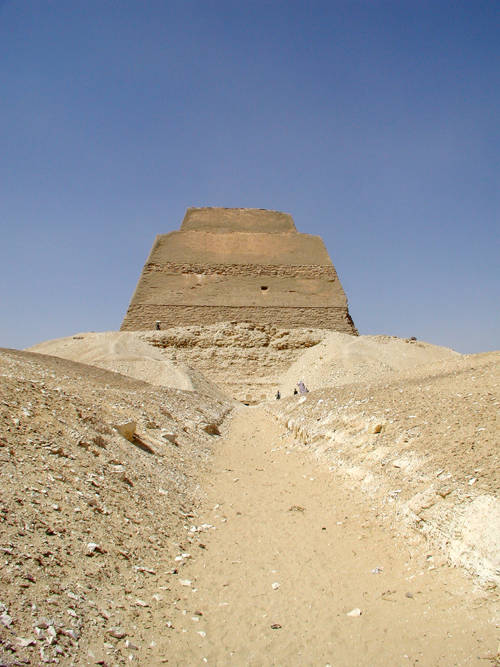
Snofruova vzestupná cesa
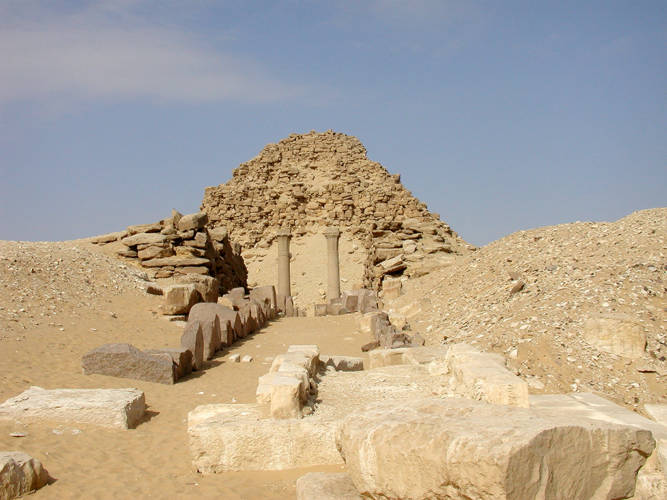
Sahureova vzestupná cesta
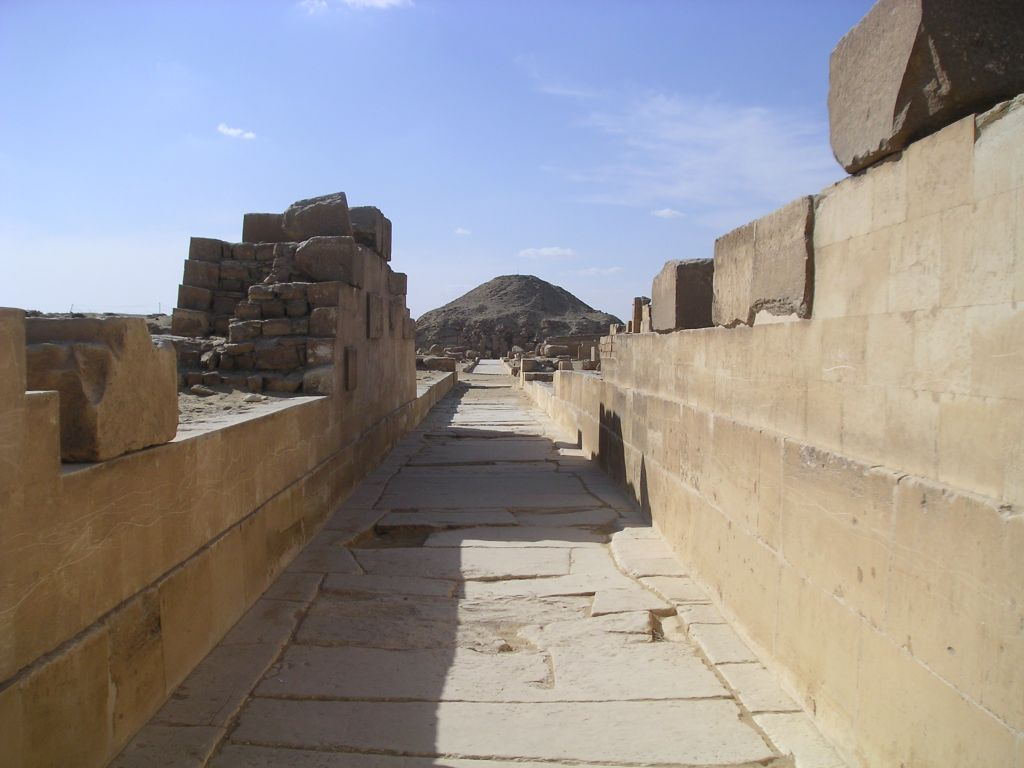
Venisova vzestupná cesta
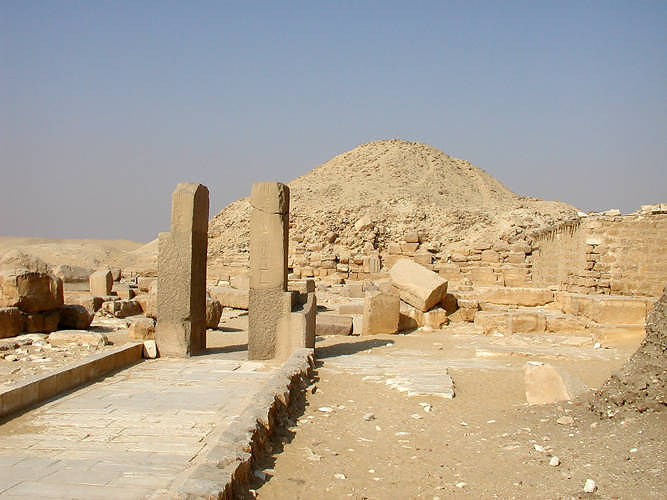
Venisova vzestupná cesta
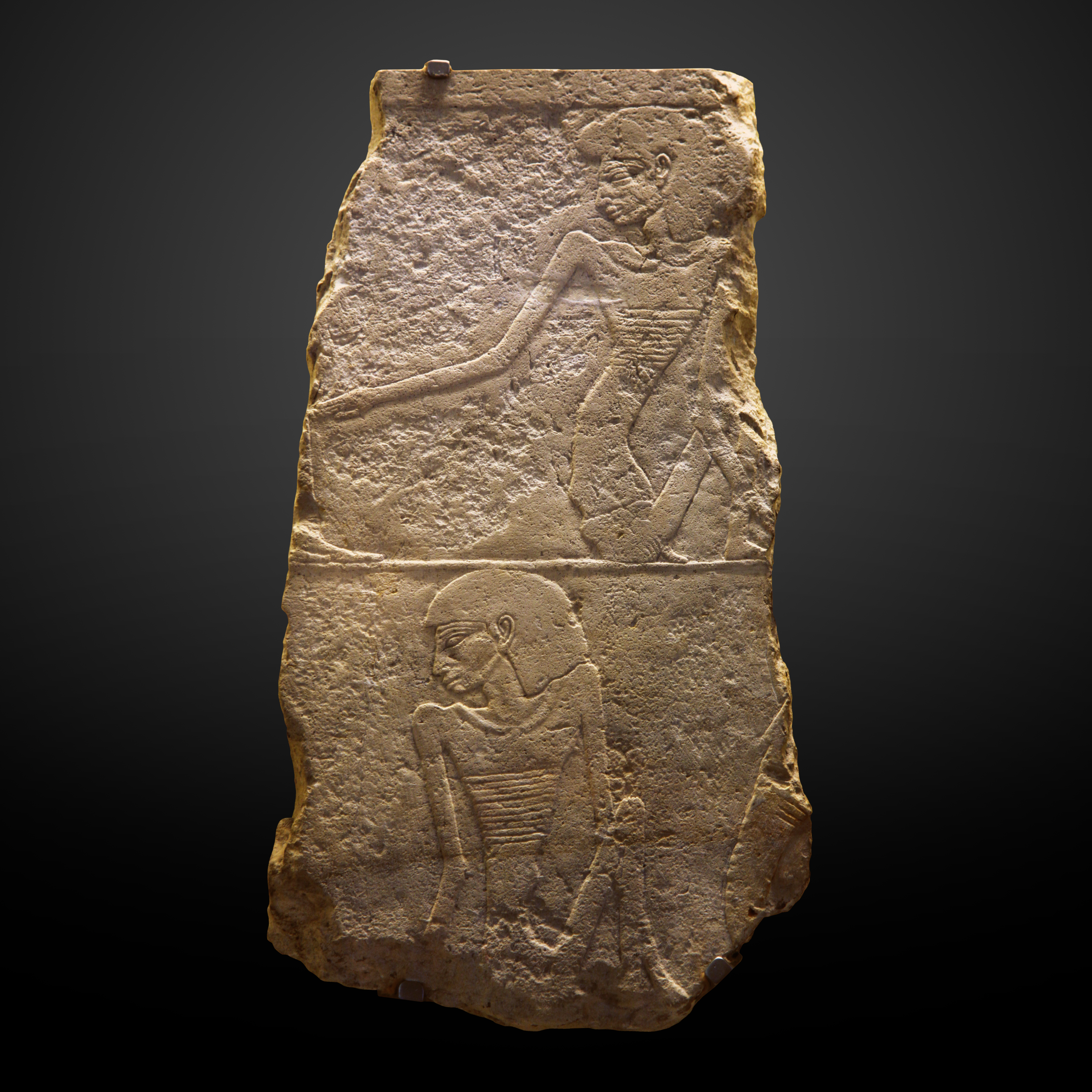
Fragment ze zdi Venisovy vzestupné cesty